# Das Dritte Reich (Roman)
Das Dritte Reich (spanisch El Tercer Reich) ist ein Roman des chilenischen Autors Roberto Bolaño. Das Werk – ein fiktives Tagebuch aus der Sicht des Protagonisten Udo – wurde 1989 verfasst, aber erst 2010 aus dem Nachlass Bolaños postum veröffentlicht. In Deutschland erschien der Roman 2011 bei Hanser in der Übersetzung von Christian Hansen. Es geht um einen deutschen Strategiespiel-Champion, der sich während seines Urlaubs in Spanien intensiv mit dem Brettspiel „Aufstieg und Fall des Dritten Reichs“ beschäftigt.

## Inhalt
Der Stuttgarter Udo Berger verbringt mit seiner Freundin Ingeborg den Sommerurlaub an der Costa Brava in Spanien. Er arbeitet an einer Strategie, das Kriegsspiel „Aufstieg und Fall des Dritten Reichs“ bei den nächsten Meisterschaften spektakulär zu gewinnen, indem er die Achsenmächte zum Sieg im Zweiten Weltkrieg führt. Dann – so sein Traum – könnte er kündigen und nur mehr vom Verfassen von Artikeln in Spezialzeitschriften und von Auftritten auf Spiele-Messen leben.
Als Sparring-Partner findet er den Tretboot-Verleiher El Quemado (den Verbrannten), einen Lateinamerikaner im Exil mit entstellenden Brandnarben. Während Udo und Ingeborg anfangs noch mit ihren Urlaubsbekanntschaften Hanna und Charly durch die Clubs ziehen und dabei mehrere undurchsichtige Einheimische kennen lernen, dreht sich für Udo bald alles nur noch um das Spiel: In einem düsteren, tagelangen Zweikampf gegen den Verbrannten arbeitet er manisch – geschichtsvergessen und unreflektiert – an einem Sieg der deutschen Wehrmacht und bewegt die deutschen Truppen enthusiastisch auf der Europakarte des Brettspiels.
Ingeborg ist längst abgereist, Charly ist beim Surfen verschwunden, Frau Else, die Hotelchefin bleibt als Kommunikationspartnerin. Auch diese Annäherung scheitert, weil Udo zu nichts mehr Kontakt aufnehmen kann. Er ist dem Spiel verfallen; bis zum bitteren Ende.

## Rezeption
Der Roman Das Dritte Reich wurde im deutschen Feuilleton breit rezensiert. Die Zeit stellte das Verdrängen und das wieder Aufscheinen des Horrors des Zweiten Weltkriegs in der Konsumkultur ins Zentrum ihrer Betrachtung. Weiters erkennt der Rezensent, "Wir verstehen hier, wie groß Bolaños eigene Spielleidenschaft gewesen sein muss, wie wichtig ihm seine enormen Kenntnisse der militärischen Geschichte Deutschlands gewesen sein müssen, die auch in 2666 Eingang gefunden haben."
Die NZZ überlegt, ob der Champion der Strategiespiele vielleicht der Meister aus Deutschland aus Paul Celans Todesfuge sei.

## Trivia
Der literarische Ort Blanes an der Costa Brava ist im Buch der Urlaubsort von Udos Familie, in dem er die Sommer seiner Kindheit verbrachte. In Wirklichkeit lebte Roberto Bolaño seit 1977 selbst dort und hielt sich und seine Familie anfangs mit Gelegenheitsarbeiten über Wasser.
Die Florian-Linden-Krimis sind eine fiktive Krimi-Serie, die Bolaño erfunden hat, um Ingeborgs Interessen aus Udos Perspektive zu skizzieren. Jedoch verfolgt ihn dieser Florian Linden schon bald in seinen Alpträumen. Game-Designer und Bolaño-Fans nehmen die Figur des Florian Linden gelegentlich auf, um den Autor zu würdigen.

## Deutsche Ausgaben
- Roberto Bolaño: Das Dritte Reich. Carl Hanser Verlag, München 2011. ISBN 978-3446236103.
- Roberto Bolaño: Das Dritte Reich. Fischer Taschenbuch, Frankfurt/Main 2013. ISBN 978-3596187867.